# (474008) 2016 FS46
(474008) 2016 FS46 es un asteroide perteneciente al cinturón de asteroides, descubierto el 22 de octubre de 2009 por el equipo del Mount Lemmon Survey desde el Observatorio del Monte Lemmon, Arizona, Estados Unidos.

## Designación y nombre
Designado provisionalmente como 2016 FS46.

## Características orbitales
2016 FS46 está situado a una distancia media del Sol de 2,659 ua, pudiendo alejarse hasta 3,020 ua y acercarse hasta 2,298 ua. Su excentricidad es 0,135 y la inclinación orbital 7,991 grados. Emplea 1584 días en completar una órbita alrededor del Sol.

## Características físicas
La magnitud absoluta de 2016 FS46 es 16,607.